# Rajmahal Hills
Les Rajmahal Hills sont un massif montagneux situé au Jharkhand, un état à l'Est de l'Inde. Ce massif est nommé d'après la plus grande ville de la région Rajmahal.
Ce massif est issue de l'activité volcanique du Jurassique. L'altitude moyenne du massif est de 1 000 mètres.
Elles forment une barrière naturelle que longe le Gange lorsque celui-ci coule vers l'est et qu'il contourne en direction du sud vers de l'océan Indien.